# Уолъс и Громит: Проклятието на заека
„Уолъс и Громит: Проклятието на заека“ (на английски: Wallace & Gromit: The Curse of the Were-Rabbit) е британски анимационен филм от поредицата „Уолъс и Громит“. Филмът излиза на екран на 14 октомври 2005 г.